# デビッドソン・エジンワ
- デビットソン・エジンワ

デビッドソン・エジンワ（Davidson Ezinwa、1971年11月22日 ‐ ）は、ナイジェリアの元陸上競技選手。専門は短距離走。100mの自己ベストは9秒94の元ナイジェリア記録保持者。1992年バルセロナオリンピック男子4×100mリレーの銀メダリストである。

## 経歴
1991年8月、東京世界選手権でシニアの世界選手権初出場を果たすと、男子100mは準決勝まで進出したものの10秒20（+1.1）の組7着に終わった。男子4×100mリレーではナイジェリアチーム（George Ogbeide、オラパデ・アデニケン、Victor Omagbemi、エジンワ）のアンカーを務め、決勝では38秒43のアフリカ記録（当時）を樹立しての4位に貢献した。
1992年4月、18日に100mで9秒96（-0.6）のナイジェリア記録（当時）を樹立。14日前にオラパデ・アデニケンがマークした9秒97を塗り替え、10秒の壁を突破したナイジェリア史上2人目の選手となった。それから3日後の21日には9秒91（-2.3）をマークしたが、この記録は風速が疑わしいとして国際陸上競技連盟から公認されなかった。
1992年8月、バルセロナオリンピックの男子100mで決勝に進出し、この種目ではオラパデ・アデニケンと共にナイジェリア勢初の100mファイナリストとなったが、決勝は10秒26（+0.5）の8位に終わった。男子4×100mリレー決勝ではナイジェリアチーム（Oluyemi Kayode、チディ・イモー、オラパデ・アデニケン、エジンワ）のアンカーを務めると、37秒98をマークしての2位に貢献し、この種目ではナイジェリア勢初のメダルとなる銀メダルを獲得した。
1994年7月4日、100mで9秒94（+0.2）のナイジェリア記録（当時）を樹立し、1994年4月16日にオラパデ・アデニケンがマークした9秒95を塗り替えた。
1996年7月、アトランタオリンピックの男子100mで前回大会に続いてファイナリストとなり、決勝では10秒14（+0.7）をマークして6位に入った。
1997年3月、パリ世界室内選手権の男子60m決勝で6秒52の自己ベスト（当時）をマーク。ハラランブラス・パパディアス（6秒50）、マイケル・グリーン（6秒51）に次ぐ3位に入り、シニアの世界大会個人種目で初のメダルとなる銅メダルを獲得した。
1997年8月、アテネ世界選手権に出場。男子100mでは準決勝を10秒15（-0.8）の組2着で突破し、世界選手権の男子100mでは初のファイナリストとなり、決勝では10秒10（+0.2）とタイムを縮め6位に入った。男子4×100mリレーではナイジェリアチーム（オズモンド・エジンワ、オラパデ・アデニケン、フランシス・オビクウェル、デビッドソン・エジンワ）のアンカーを務めると、準決勝では37秒94のアフリカ記録を樹立。決勝では38秒07をマークしてカナダ（37秒86）に次ぐ2位に入り、4×100mリレーでは男女通じてナイジェリア勢初のメダルとなる銀メダルを獲得した。

## 家族
双子の兄弟のオズモンド・エジンワもスプリンターで、100mで10秒05の自己ベストを持つ。1997年アテネ世界選手権の男子4×100mリレーでは、オズモンドが1走、デビットソンが4走を務めて銀メダルを獲得している（準決勝で37秒94のアフリカ記録を樹立）。

## 自己ベスト
記録欄の（　）内の数字は風速（m/s）で、+は追い風を意味する。
| 種目 | 記録          | 年月日        | 場所         | 備考                                   |
| 屋外 | 屋外          | 屋外          | 屋外         | 屋外                                   |
| ---- | ------------- | ------------- | ------------ | -------------------------------------- |
| 100m | 9秒94 (+0.2)  | 1994年7月4日  | リンツ       | 元ナイジェリア記録 ナイジェリア歴代3位 |
| 200m | 20秒25 (+0.8) | 1992年6月6日  | セビリア     |                                        |
| 室内 |               |               |              |                                        |
| 50m  | 5秒64         | 1992年2月15日 | ロサンゼルス |                                        |
| 60m  | 6秒51         | 1999年1月29日 | ケムニッツ   |                                        |

## 主要大会成績
備考欄の記録は当時のもの
| 年   | 大会                        | 場所         | 種目    | 結果        | 記録             | 備考         |
| ---- | --------------------------- | ------------ | ------- | ----------- | ---------------- | ------------ |
| 1988 | アフリカ選手権 (en)         | アンナバ     | 200m    | 優勝        | 20秒97           |              |
| 1989 | アフリカ選手権 (en)         | ラゴス       | 200m    | 2位         | 20秒82           |              |
| 1989 | ワールドカップ (en)         | バルセロナ   | 4x100mR | 4位         | 38秒81 (4走)     | アフリカ代表 |
| 1990 | コモンウェルスゲームズ (en) | オークランド | 100m    | 2位         | 10秒05 (+3.9)    |              |
| 1990 | コモンウェルスゲームズ (en) | オークランド | 200m    | 5位         | 20秒44 (+2.4)    |              |
| 1990 | コモンウェルスゲームズ (en) | オークランド | 4x100mR | 2位         | 38秒85 (2走)     |              |
| 1990 | 世界ジュニア選手権          | プロヴディフ | 100m    | 優勝        | 10秒17 (+0.7)    |              |
| 1990 | 世界ジュニア選手権          | プロヴディフ | 200m    | 2位         | 20秒75 (-0.5)    |              |
| 1990 | 世界ジュニア選手権          | プロヴディフ | 4x100mR | 3位         | 39秒68 (2走)     |              |
| 1991 | 世界選手権                  | 東京         | 100m    | 準決勝      | 10秒20 (+1.1)    |              |
| 1991 | 世界選手権                  | 東京         | 4x100mR | 4位         | 38秒43 (4走)     | アフリカ記録 |
| 1991 | アフリカ競技大会 (en)       | カイロ       | 100m    | 2位         | 10秒24           |              |
| 1992 | オリンピック                | バルセロナ   | 100m    | 8位         | 10秒26 (+0.5)    |              |
| 1992 | オリンピック                | バルセロナ   | 4x100mR | 2位         | 37秒98 (4走)     |              |
| 1994 | グランプリファイナル (en)   | パリ         | 100m    | 7位         | 10秒46 (-0.6)    |              |
| 1995 | 世界選手権                  | イェーテボリ | 100m    | 1次予選     | DNS              |              |
| 1995 | アフリカ競技大会 (en)       | ハラレ       | 100m    | 優勝        | 10秒24           |              |
| 1996 | オリンピック                | アトランタ   | 100m    | 6位         | 10秒14 (+0.7)    |              |
| 1996 | オリンピック                | アトランタ   | 4x100mR | 準決勝      | DNF (4走)        |              |
| 1997 | 世界室内選手権              | パリ         | 60m     | 3位         | 6秒52            |              |
| 1997 | 世界選手権                  | アテネ       | 100m    | 6位         | 10秒10 (+0.2)    |              |
| 1997 | 世界選手権                  | アテネ       | 4x100mR | 2位         | 38秒07 (4走)     |              |
| 1999 | 世界選手権                  | セビリア     | 100m    | 準決勝 失格 | 10秒40 (-0.3) DQ | ドーピング   |